# Elijahu Rappeport
Elijahu Rappeport (eigentlich Ernst Rappeport; * 1889 in Neutra, Österreich-Ungarn, heute Slowakei; † 1952 in Israel) war ein österreich-ungarischer, jüdischer Philosoph, Schriftsteller, Poet und Theologe. Als Freund Martin Bubers, der Rappeport als seinen „geistigen Sohn“ schätzte, unterhielt er mit diesem einen regen Briefwechsel. Darüber hinaus korrespondierte er mit Lou Andreas-Salomé.

## Leben und Werk
Ernst Rappeport wurde 1889 im Komitat Neutra in Österreich-Ungarn geboren. Als Kind lebte er mit seinen Eltern in Wien. Dort besuchte er die Staats-Realschule im IV. und später im XVIII. Bezirk, wo er als Privatschüler gelistet war. Schon mit 18 Jahren philosophierte Rappeport über seine eigenen Möglichkeiten zu „wissen“.
Ernst Rappeport immatrikulierte sich am 21. April 1910 an der Universität Wien für Philosophie und Mathematik. Kurze Zeit studierte Rappeport in Göttingen. Später studierte er in der Universität Basel, wo er 1914 mit einer Dissertation über die „Substanz“ in Spinozas Ethik promoviert wurde.
Ernst Rappeport heiratete Sarah Gelb (1890–1980), die in Wien und Göttingen Chemie und Landwirtschaft studierte und später das Buch Die Jüdin von Cherut schrieb. 1911 brachte Sarah ihren ersten Sohn Elazar Rappeport zur Welt, ein Jahr später folgte Ester Rappeport. 1917 wurden die beiden Zwillinge Ruben und Raphael geboren; Ruben starb noch vor seinem zweiten Geburtstag.
1910 lernte Rappeport Martin Buber bei einem Vortrag in Wien kennen. Die beiden freundeten sich an und unterhielten von da an eine rege Briefkorrespondenz. 1911 begann Rappeport an einem Buch über Saulus (Schaul) und Jesus (Jeschua) zu schreiben. Saulus ist nach Rappeports Auffassung derjenige, der Jesus von den Juden entfremdete und unter die Heiden brachte. Die ersten Manuskripte waren gegliedert in einen Saulus behandelnden Teil, einen darauf folgenden Bericht eines fiktiven Rabbiners namens Elijahu Ben Lasar, der Jesus persönlich gekannt haben soll und schreibt, wie er tatsächlich gewesen sei, und einen letzten Teil über den Tod von Saulus. Buber unterstützte Rappeport, schien aber mit den ersten Ergebnissen an diesem Werk nicht zufrieden zu sein, wie aus Briefen an Rappeport hervorgeht. Erste Auszüge der Jesus-Geschichten des Buches erschienen unter dem Titel Jeschualegenden 1913 im Kapitel „Jüdische Religiosität“ eines vom Verein jüdischer Hochschüler Bar Kochba in Prag herausgegebenen Sammelband.
Während des Ersten Weltkriegs überarbeitete Rappeport das Buch, das Buber immer besser gefiel: „Die neuen Jeschualegenden sagen mir ungemein zu. Sie sind wesentlich stärker und direkter.“ Rappeport war für kurze Zeit Soldat an der Ostfront, bis er 1916 bei Kämpfen mit russischen Truppen durch einen Granatsplitter an der linken Hand verwundet wurde. Während seines Aufenthalts im Spital schrieb Rappeport Lobpreisungen Gottes. Ab 1916 legte Rappeport sich den hebräischen Vornamen „Elijahu“ hinzu. Gegen Ende des Ersten Weltkriegs organisierte Rappeport den Bund junger Zionisten Olej Zion (= Die zu Zion Aufsteigenden). Darüber hinaus veröffentlichte Rappeport zahlreiche Texte in jüdischen und zionistischen Zeitungen wie Der Jude, ESRA oder Jüdische Jugendblätter.
Von dem Manuskript für das Buch über Saulus und Jesus erschien 1920 nur der Teil der „Jeschua-Legenden“ unter dem Titel Das Jeschua Buch des Elijahu Ben Lasar. Es ist eine fiktionale Rekonstruktion eines jüdischen „Ur-Evangeliums“ in Jesus-Geschichten, Gleichnissen und Parabeln. Zwar versprach der Herausgeber, die Saulus-Geschichten in einem zweiten Band herauszubringen, doch dies geschah nicht. Rappeport vertrat in diesem Werk die Ansicht, dass sich durch die Gottesebenbildlichkeit des Menschen Göttliches im Menschlichen erwecken und in menschlichen Werken erkennen ließe, also dass alle menschlichen Werke ein Potenzial zur Göttlichkeit besäßen bzw. Göttlichkeit mit einschließen könnten, die Menschen nun offenbar werden könne (Panentheismus/Spinozismus). „Denn jedes Ding sei euch wahr, das das Licht Gottes leuchten lässt in euch.“ Dies darf nicht mit einem prophetischen Anspruch Rappeports verwechselt werden. Lediglich die Möglichkeit zum Glauben an Dinge, die abseits der Bibel selbst stehen, solange sie denn ein Licht im Menschen leuchten lassen, wird zum Ausdruck gebracht. Die Erkenntnis des Göttlichen kann sich in jedem menschengemachten Werk ereignen.
1920 wanderten Sarah und Ernst Rappeport nach Palästina aus. Sie traten dem Kibbuz Beit Alfa bei. In dieser Zeit unterstützte Martin Buber Rappeport dabei, 1923 sein zweites Buch, die Loblieder, zu veröffentlichen. Rappeport arbeitete als Landarbeiter und Schuhmacher in Israel. Zuletzt war er Geigenbauer in Tel Aviv und lebte fortan getrennt von Sarah. Rappeport starb 1952 in Israel.

## Schriften
- Über die Substanzdefinition in Spinoza’s Ethik. Wien 1914.
- Das Buch Jeschua des Elijahu Ben Lasar. Tal, Leipzig 1920.
- Loblieder. Vorwort von Martin Buber. Marcan-Block-Verlag, Köln 1923.